# 谢慧如
谢慧如（1913年—1996年5月12日），泰文名比差·披实甲盛（羅馬化：Pricha Phisittkasem），泰国企业家、慈善家、侨领。

## 生平
谢慧如是潮汕潮阳人，14岁时赴泰国谋生。他先后创办了泰联企业有限公司、春蓬矿业有限公司、远东实业有限公司等多家公司，其旗下企业的经营范围涵盖米业、糖业、酒业、矿业、建筑业、纺织业、保险业、外贸业、金融业等。
谢慧如是泰国侨领，曾任泰华文化教育基金会主席，泰国中华总商会、泰国潮州会馆、泰国中华文化慈善基金会名誉主席，泰国潮安同乡会名誉理事长等职。此外，他还是中国人口福利基金会理事、潮州市归国华侨联合会名誉主席。他获得过汕头市荣誉市民、潮州市荣誉市民、四川大学名誉博士等荣誉，并曾获泰国国王普密蓬·阿杜德授予一、二、四、五等泰皇冠勋章与一、四、五等白象勋章。
1996年5月12日，谢慧如在曼谷逝世，终年83岁。在其死后，泰国国王普密蓬主持了他的遗体火化仪式。